# Jenčice
Obec Jenčice leží v okrese Litoměřice asi jeden kilometr severovýchodně od města Třebenice a pět kilometrů jihozápadně od Lovosic. Žije v ní 343 obyvatel.

## Název
Název vesnice je odvozen z osobní jména Jenek či Jenec ve významu ves lidí Jenkových (Jencových). V historických pramenech se objevuje ve tvarech: Gyenczicz (1318), de Genczicz (1400), in Gencziczich (1408), w gencziczych (1541), „v ves Genczicze“ (1602), „dvůr třetí Gencžiczky“ a gencžicze (1628), Wencžicze (1656) a Jentschitz nebo Jenčice (1833).

## Historie
První písemná zmínka pochází z roku 1318. Koncem dvacátých let čtrnáctého století vesnici zdědil Výše z Jištěrp. Další zpráva je až z roku 1389, kdy se jméno vesnice objevilo v přídomku Milibora z Jenčic, který tehdy prodal jinou svou vesnici Řimín. Hypoteticky je možné, že v desetiletích mezi oběma zmínkami vesnice patřila Zajícům z Hazmburka a mohla být součástí košťálovského panství.

## Obyvatelstvo
|                                        | 1869 | 1880 | 1890 | 1900 | 1910 | 1921 | 1930 | 1950 | 1961 | 1970 | 1980 | 1991 | 2001 | 2011 |
| -------------------------------------- | ---- | ---- | ---- | ---- | ---- | ---- | ---- | ---- | ---- | ---- | ---- | ---- | ---- | ---- |
| Obyvatelé                              | 459  | 461  | 449  | 493  | 515  | 517  | 555  | 374  | 375  | 335  | 303  | 252  | 318  | 333  |
| Domy                                   | 89   | 91   | 91   | 89   | 93   | 100  | 118  | 121  | 100  | 96   | 91   | 106  | 124  | 139  |
| Tabulka zahrnuje údaje části Košťálov. |      |      |      |      |      |      |      |      |      |      |      |      |      |      |

## Pamětihodnosti
Zhruba 1,5 km severozápaně od Jenčic se v katastrálním území obce vypíná zdálky viditelný vrch Košťál (494 m) se zříceninou středověkého hradu Košťálova. Poblíž obce roste největší strom oskeruše v Čechách, tzv. Košťálovská oskeruše. Oskeruše má obec i ve svém znaku.